# Javorový album
Javorový album je studiové album slovenské skupiny Desmod z roku 2012. Všechny skladby byly nově nahrané, mají nové aranžmá a byli přizváni hosté Ivan Tásler, Jiří Stivín, Marie Rottrová, Marta Jandová, Miro Šmajda a skupina Close Harmony Friends.

## Seznam skladeb
1. „Dážď“ - 4:26
2. „Kyvadlo“ - 3:50
3. „Otvorím Ťa dokorán“ /DESmod feat. Marta Jandová/ - 2:49
4. „Mám asi pravdu /DESmod feat. Jiří Stivín/ - 3:12
5. „Kamenné ruže“ - 3:35
6. „Zhorí všetko čo mám“ - 4:21
7. „Mráz do žíl“ /DESmod feat. Ivan Tásler/ - 3:40
8. „Dobrý nápad“ /DESmod feat. Jiří Stivín/ - 3:55
9. „Možno mi odpustíš“ - 4:11
10. „Strom“ /DESmod feat. Marie Rottrová / - 3:30
11. „Úplné bezvetrie“ /DESmod feat. Jiří Stivín/ - 3:44
12. „Zober ma domov“ - 4:21
13. „Marry“ /DESmod feat. Jiří Stivín/ - 3:54
14. „Zostane ticho“ /DESmod feat. Miro Šmajda/ - 3:37
15. „Posledná“ /DESmod feat. Close Harmony Friends/ - 3:30

Výroba
- Výkonní producenti: Lukáš Kolivoška, Bobo Tkáč, Miro Tásler, Ivan Tásler
- Nahrávání ve studiu VÁLEC (Dúbravka) v Bratislavě v červenci 2012
- Nahrávali a mixovali: Lukáš Kolivoška, Bobo Tkáč a Ivan Tásler
- Mastering: Bobo Tkáč
- Producent: Ivan Tásler